# Yves Belluardo
Yves Belluardo est un acteur et chanteur français, né le 4 décembre 1937 à Nanterre et mort le 27 novembre 2004 au Mans.
Les corps de Martine Chide et Yves Belluardo sont toujours « provisoirement » inhumés au cimetière Sud, rue de Laigné à Le Mans (72100). Crime non élucidé.

## Biographie

### Carrière
Yves Belluardo participe à plus de 280 films, courts métrages ou téléfilms, mais il ne donne la réplique que dans une quinzaine d'entre eux. Pour le reste, il n'est en général qu'une silhouette, le plus souvent dans le rôle d'un clochard (ou SDF). Il travaille avec des réalisateurs importants : Sautet, Rappeneau, Miller, Lautner, etc. Jean-Pierre Mocky faisaient souvent appel à lui. Il n'était généralement jamais crédité dans la liste des acteurs des films auxquels il avait participé. 
En 2004, Gérard Jugnot avait souhaité engager Yves Belluardo pour incarner le clochard Boudu, dans son film Boudu, rôle jadis tenu par Michel Simon en 1932, et dont Yves Belluardo était un grand fan[réf. nécessaire]. Finalement, pour des raisons de choix de producteurs, et de casting, Yves Belluardo ne fut pas retenu, le rôle étant finalement attribué à Gérard Depardieu. 
Yves Belluardo travailla aussi dans la publicité, ou il participa à de nombreux spots (spots TV) de 1968 à 1998. Il s'essaya aussi à la chanson, où il sortit le tube Fais Pipi-Popo en 1983, comptine surtout connue des enfants, et entonnée dans les cours de récréation d'alors.
Comme chanteur, il a enregistré, entre 1969 et 1999, un EP et trois singles ainsi qu'un album de 14 titres, C'que j'fais c'est bon ! (CD DIB Productions Associés 55-1823), 1999.

### Mort
Yves Belluardo et son épouse, Martine Chide (professeur de français et comédienne amateur), sont tués au premier étage de leur maison, au 43 rue de l'Éventail au Mans, dans la nuit du 26 au 27 novembre 2004. Si Martine Chide a été poignardée 13 fois, Yves Belluardo a été abattu de deux balles de petit calibre et poignardé 11 fois. À ce jour, ce double crime n'est pas élucidé,. 
Les corps de Martine Chide et Yves Belluardo sont toujours « provisoirement » inhumés au cimetière Sud.Yves Belluardo et Martine Chide avaient chacun une fille unique issue de précédentes unions : Eve et Julie. Cette dernière, alors âgée d'environ 20 ans au moment des faits, vivait à Paris.

## Filmographie

### Cinéma

#### Longs métrages
- 1959 : Les Dragueurs de Jean-Pierre Mocky
- 1959 : Un témoin dans la ville, de Édouard Molinaro
- 1960 : Les Petits Chats, de Jacques R. Villa
- 1960 : Le Trou, de Jacques Becker : un détenu
- 1960 : Normandie-Niémen, de Jean Dréville
- 1960 : Le Cercle vicieux de Max Pécas
- 1960 : Le Bel Âge, de Pierre Kast
- 1960 : Vers l'extase, de René Wheeler
- 1960 : La Vérité, de Henri-Georges Clouzot
- 1961 : Paris nous appartient de Jacques Rivette : un étudiant
- 1962 : La Croix des vivants, d'Ivan Govar
- 1962 : Nous irons à Deauville de Francis Rigaud : un vacancier
- 1962 : Le Jour le plus long : un soldat Français.
- 1962 : Vivre sa vie, de Jean-Luc Godard
- 1963 : Les Bonnes Causes, de Christian-Jaque
- 1963 : Cartouche de Philippe de Broca
- 1964 : Jaloux comme un tigre, de Darry Cowl
- 1964 : La Cité de l'indicible peur, (ou La grande frousse) de Jean-Pierre Mocky
- 1965 : La Bourse et la Vie de Jean-Pierre Mocky
- 1967 : Les Poneyttes de Joël le Moigne
- 1967 : Bang-Bang de Serge Piollet
- 1967 : Les Aventuriers, de Robert Enrico
- 1968 : La Grande Lessive (!) de Jean-Pierre Mocky
- 1968 : La Prisonnière d'Henri-Georges Clouzot
- 1968 : Candy, de Christian Marquand
- 1968 : Le Pacha, de Georges Lautner
- 1968 : Flash Love, de Max Kalifa
- 1969 : La Voie lactée de Luis Buñuel : un moine
- 1969 : L'Auvergnat et l'Autobus, de Guy Lefranc
- 1969 : La Horse, de Pierre Granier-Deferre
- 1970 : Chapagua (L’oro dei bravados) de Giancarlo Romitelli : un joueur de poker
- 1970 : La Maison de Gérard Brach : clochard
- 1970 : Peau d'âne, de Jacques Demy : un paysan injurieux
- 1970 : Les Choses de la vie de Claude Sautet
- 1970 : Dernier domicile connu de José Giovanni
- 1970 : L'Étalon de Jean-Pierre Mocky
- 1970 : Max et les Ferrailleurs de Claude Sautet : un ferrailleur
- 1970 : Clodo de Georges Clair
- 1970 : Solo, de Jean-Pierre Mocky
- 1971 : La Veuve Couderc de Pierre Granier-Deferre
- 1971 : Blanche de Walerian Borowczyk : mendiant
- 1971 : La Grande Java, de Philippe Clair
- 1971 : Rendez-vous à Bray d'André Delvaux : un clochard
- 1971 : Mort à Venise, de Luchino Visconti
- 1972 : Ludwig ou le Crépuscule des dieux, de Luchino Visconti
- 1972 : Le Dernier Tango à Paris, de Bernardo Bertolucci : clochard
- 1972 : La Scoumoune, de José Giovanni : prisonnier démineur
- 1973 : Chacal, de Fred Zimmermann
- 1973 : Les Diablesses (La morte negli occhi del gatto), de Antonio Margheriti
- 1973 : Le Far West de Jacques Brel : le clochard
- 1973 : Themroc de Claude Faraldo : un ouvrier
- 1973 : Profession : Aventuriers, de Claude Mulot
- 1974 : Les Vacanciers, de Michel Gérard
- 1974 : Le Plumard en folie, de Jacques Lemoine, et Georges Combret
- 1974 : Impossible... pas français de Robert Lamoureux
- 1974 : La Gifle, de Claude Pinoteau
- 1974 : Vincent, François, Paul... et les autres de Claude Sautet
- 1975 : L'Ibis rouge de Jean-Pierre Mocky : un clochard
- 1975 : Section spéciale, de Costa-Gavras
- 1975 : Barry Lyndon de Stanley Kubrick : soldat Français
- 1976 : Attention les yeux ! de Gérard Pirès
- 1976 : L'innocent, de Luchino Visconti
- 1976 : F comme Fairbanks, de Maurice Dugowson
- 1976 : Le Locataire, de Roman Polanski : un clochard
- 1976 : Marathon Man, de John Schlesinger : Clochard Parisien
- 1977 : Le Roi des bricoleurs, de Jean-Pierre Mocky
- 1977 : L'Emmurée vivante, de Lucio Fulci
- 1977 : Diabolo menthe de Diane Kurys : un barbu
- 1977 : Peter et Elliott le dragon, de Don Chaffey
- 1977 : Marche pas sur mes lacets de Max Pécas : un bidasse
- 1978 : Une poignée de salopards, d'Enzo G. Castellari
- 1978 : L'Horoscope , de Jean Girault
- 1978 : Rencontres du troisième type, de Steven Spielberg
- 1978 : Une histoire simple de Claude Sautet
- 1978 : Un papillon sur l'épaule de Jacques Deray
- 1978 : Embraye bidasse, ça fume de Max Pécas : un bidasse
- 1978 : Général... nous voilà ! de Jacques Besnard
- 1978 : Les ringards, de Robert Pouret
- 1978 : Ils sont fous ces sorciers de Georges Lautner
- 1978 : Les Bidasses au pensionnat, de Michel Vocoret
- 1979 : Les Charlots en délire, d'Alain Basnier
- 1979 : La Gueule de l'autre, de Pierre Tchernia : un manifestant
- 1979 : Les Bidasses en vadrouille, de Christian Caza : un bidasse
- 1979 : Le Piège à cons, de Jean-Pierre Mocky
- 1979 : Coup de tête de Jean-Jacques Annaud
- 1979 : Confidences pour confidences, de Pascal Thomas
- 1979 : Apocalypse Now de Francis Ford Coppola : un membre de la plantation Française
- 1979 : Tendrement vache de Serge Pénard : Un paysan
- 1980 : Signé Furax, de Marc Simenon
- 1980 : Trois hommes à abattre, de Jacques Deray
- 1980 : Je vais craquer, de François Leterrier
- 1980 : Superman 2 de Richard Lester : un Gendarme Français à la tour Eiffel
- 1980 : Le Bar du téléphone de Claude Barrois : un client du bar
- 1980 : Cocktail Molotov, de Diane Kurys : un planton
- 1980 : Inspecteur la Bavure, de Claude Zidi
- 1980 : Un mauvais fils de Claude Sautet : un marginal
- 1981 : Le Loup-garou de Londres, de John Landis : client du bar
- 1981 : Le Chêne d'Allouville (ils sont fous ces Normands) de Serge Pénard
- 1981 : Diva, de Jean-Jacques Beineix.
- 1981 : Prends ta Rolls et va pointer, de Richard Balducci
- 1981 : Fais gaffe à la gaffe ! de Paul Boujenah
- 1981 : Le Professionnel, de Georges Lautner : clochard
- 1981 : Scanners, de David Cronenberg
- 1981 : Les matous sont romantiques, de Sotha
- 1981 : Fais gaffe à la gaffe !, de Paul Boujenah : clochard
- 1981 : Pétrole ! Pétrole !, de Christian Gion
- 1982 : Les p'tites têtes, de Bernard Menez
- 1982 : On s'en fout, nous on s'aime, de Michel Gérard
- 1982 : On n'est pas sorti de l'auberge de Max Pécas
- 1982 : La Passante du Sans-Souci de Jacques Rouffio
- 1982 : Le Crime d'amour, de Guy Gilles
- 1982 : Litan : La Cité des spectres verts de Jean-Pierre Mocky
- 1982 : Blade Runner, de Ridley Scott
- 1982 : Les Misérables de Robert Hossein
- 1982 : Les Sous-doués en vacances, de Claude Zidi
- 1982 : La Guerre du feu, de Jean-Jacques Annaud
- 1982 : La malédiction de la sorcière, de James W. Roberson
- 1982 : Jamais avant le mariage, de Daniel Ceccaldi : clochard
- 1983 : Le Prix du danger d'Yves Boisset
- 1983 : Les Planqués du régiment, de Michel Caputo : un soldat
- 1983 : On l'appelle catastrophe, de Richard Balducci : un clochard
- 1983 : Les Branchés à Saint-Tropez, de Max Pécas
- 1983 : Mausoleum de Michael Dugan : l'homme dans le caveau
- 1983 : Au nom de tous les miens, de Robert Enrico
- 1983 : Le Braconnier de Dieu, de Jean-Pierre Darras
- 1984 : La Vengeance du serpent à plumes de Gérard Oury
- 1984 : Notre histoire, de Bertrand Blier
- 1984 : Pinot simple flic, de Gerard Jugnot : clochard
- 1984 : À mort l'arbitre de Jean-Pierre Mocky
- 1985 : Brigade des mœurs, de Max Pécas : un clochard
- 1985 : Le Gaffeur, de Serge Pénard
- 1985 : Parking de Jacques Demy : un clochard
- 1985 : Les Rois du gag, de Claude Zidi : clochard
- 1985 : Le Pactole de Jean-Pierre Mocky
- 1985 : Le Facteur de Saint-Tropez, de Richard Balducci
- 1985 : La Baston, de Jean-Claude Missiaen
- 1985 : Détective, de Jean-Luc Godard : clochard
- 1985 : Le Fou de guerre de Dino Risi : un soldat italien
- 1985 : Subway, de Luc Besson : un clochard
- 1986 : Deux enfoirés à Saint-Tropez, de Max Pécas : clochard
- 1986 : Le Paltoquet de Michel Deville : le clochard
- 1986 : Le Lien de parenté de Willy Rameau
- 1986 : Hitcher, de Robert Harmon
- 1986 : Les Frères Pétard, d'Hervé Palud
- 1987 : Le Miraculé de Jean-Pierre Mocky : un pèlerin
- 1987 : Nuit docile, de Guy Gilles
- 1987 : Flag de Jacques Santi
- 1987 : Ishtar d'Elaine May
- 1987 : Agent trouble de Jean-Pierre Mocky
- 1987 : Tuer n'est pas jouer, de John Glen : un clochard
- 1988 : Frantic, de Roman Polanski
- 1988 : La vie est un long fleuve tranquille de Étienne Chatiliez : un clochard
- 1988 : Le Grand Bleu de Luc Besson : Moine grec
- 1988 : Une nuit à l'Assemblée nationale de Jean-Pierre Mocky
- 1988 : Itinéraire d'un enfant gâté de Claude Lelouch : un clochard
- 1989 : Force majeure de Pierre Jolivet
- 1990 : Le Provincial, de Christian Gion
- 1990 : Promotion canapé de Didier Kaminka : le clochard
- 1990 : Stan the flasher, de Serge Gainsbourg
- 1990 : Uranus, de Claude Berri
- 1990 : Cyrano de Bergerac de Jean-Paul Rappeneau : un mendiant
- 1991 : Tous les matins du monde de Alain Corneau : un clochard
- 1991 : Une époque formidable… de Gérard Jugnot : un clochard
- 1992 : IP5 de Jean-Jacques Beineix : doublure d'Yves Montand
- 1992 : Les Enfants du naufrageur de Jérôme Foulon : un marin pêcheur
- 1992 : Ville à vendre de Jean-Pierre Mocky : un chômeur
- 1992 : Bonsoir de Jean-Pierre Mocky
- 1993 : La Braconne de Serge Pénard
- 1993 : Fortress, de Stuart Gordon : un clochard
- 1995 : Noir comme le souvenir de Jean-Pierre Mocky
- 1995 : Nelly et Monsieur Arnaud de Claude Sautet : un clochard
- 1996 : Beauté volée de Bernardo Bertolucci
- 1997 : Sept ans au Tibet, de Jean-Jacques Annaud
- 1997 : The Brave de Johnny Depp : client bar
- 1997 : Le Chacal (The Jackal) de Michael Caton-Jones : le barbu de l'aéroport
- 1997 : Un Indien à New York de John Pasquin : le clochard
- 1997 : Titanic de James Cameron
- 1998 : Ça n'empêche pas les sentiments de Jean-Pierre Jackson : marin pêcheur 1
- 1998 : Free Money d'Yves Simoneau : clochard
- 1999 : Le Schpountz de Gérard Oury : Le SDF
- 2000 : Effroyables Jardins de Jean Becker : un paysan
- 2000 : Les Autres filles, de Caroline Vignal
- 2001 : Vercingétorix : La Légende du druide roi de Jacques Dorfmann : un Gaulois
- 2001 : Grégoire Moulin contre l'humanité d'Artus de Penguern
- 2001 : Fifi Martingale de Jacques Rozier
- 2001 : Vidocq, de Pitof
- 2002 : Le Pianiste, de Roman Polanski
- 2002 : L'Homme du train de Patrice Leconte : le clochard
- 2003 : Les Clefs de bagnole, de Laurent Baffie
- 2003 : Ripoux 3 de Claude Zidi : clochard (il double P. Noiret dans la scène où il est retrouvé amnésique et clochard (plan où P. Noiret est au sol))
- 2004 : Les Revenants de Robin Campillo : un revenant

#### Courts métrages
- 1998 : L'Armurier : réalisateur, acteur, auteur-compositeur de la musique originale
- 2000 : Père inconnu de Vladislav Naoumov
- 2001 : Sarcophage de Christophe Karabache
- 2002 : Ma Forever de Ida Techer : un clochard
- 2002 : Marvin de Nino Dahmani
- 2004 : Nuisible
- 2004 : Misère des crieurs de Cornouaille
- 2004 : Dans l'ombre de Giovanni Quéné : Antoine
- 2004 : Hautement populaire de Philippe Lubac
- 2004 : Le Rêve de Robert Benitah
- 2005 : Cortèges de Thomas Perrier

### Télévision
- 1969 : Jacquou le Croquant, de Stellio Lorenzi : un paysan
- 1972 : La Cerisaie, téléfilm de Stellio Lorenzi : un mendiant
- 1973 : Le Provocateur, feuilleton TV : un clochard
- 1973 : Brassens, pourquoi t’as les cheveux blancs ?, documentaire de Jean-Marie Périer et Claude Barrois : le pêcheur à la ligne
- 1973 : Rien que des tubes ou la vie rêvée de Vincent Scotto, de Jean-Christophe Averty
- 1973-1974 : Joseph Balsamo, d'André Hunebelle : clochard
- 1975 : La Cloche tibétaine, de Michel Wyn : équipier
- 1981 : Sans famille, de Jacques Ertaud : clochard
- 1985 : Le Diamant de Salisbury, téléfilm de Christiane Spiero
- 1987 : La Baleine blanche, de Jean Kerchbron
- 1993 : Les Maîtres du pain - Saison 1 Épisode 2 : l'inspecteur Permis
- 1999 : Jamais sans toi de Daniel Janneau
- 2003 : Les Cordier, juge et flic saison 12 Épisode 2 : La sorcière : le retraité
- 2003 : Retour à Locmaria, téléfilm de Williams Crépin : l'homme du bar

## Discographie

### 45 tours
- Fais pipi-popo
- Un wagon pour le ciel (face B : Les péniches)
- La barbe à papa
- Garde foi en ton étoile
- Je suis né à Nanterre
- Il viendra bientôt, le temps